# Danska na Svetovnem prvenstvu v hokeju na ledu 2009
Danska na Svetovnem prvenstvu v hokeju na ledu 2009 ED, ki je potekalo med 24. aprilom in 10. majem 2009 v švicarskih mestih Bern in Kloten. 

## Postava
- Selektor: Per Bäckman (pomočnik: Stefan Lunner)
- Vratarji: Patrick Galbraith, Frederik Andersen, Sebastian Dahm
- Branilci: Philip Hersby, Phillip Larsen, Mads Bodker, Daniel Nielsen, Jesper Damgaard (kapetan), Kasper Pedersen, Mads Christensen
- Napadalci: Kasper Degn, Rasmus Olsen, Morten Green, Kim Lykkeskov, Mads Christensen, Kim Staal, Thor Dresler, Alexander Sundberg, Morten Madsen, Julian Jakobsen, Nichlas Hardt, Jesper Jensen, Mikkel Bødker, Peter Regin

## Tekme

### Skupinski del
| 25. april 2009 | Češka | 5 – 0 | Danska | Schluefweg, Kloten |

| Poročilo tekme | Poročilo tekme                                                                                        | Poročilo tekme         | Poročilo tekme | Poročilo tekme                                                    |
| -------------- | --- | ---------------------- | -------------- | ----------------------------------------------------------------- |
| Začetek: 16:15 | J. Hlinka 06:09 J. Marek (PP1) 31:07 P. Čajánek (PP1) 35:18 A. Hemský (PP1) 37:24 J. Jágr (PP2) 50:46 | ( 1 – 0, 3 – 0, 1 – 0) |                | Gledalci: 4.342 Sodnika: Daniel Piechaczek Sodnika: Derek Zalaski |

| 27. april 2009 | Finska | 5 – 1 | Danska | Schluefweg, Kloten |

| Poročilo tekme | Poročilo tekme                                                                                             | Poročilo tekme         | Poročilo tekme    | Poročilo tekme                                                |
| -------------- | --- | ---------------------- | ----------------- | ------------------------------------------------------------- |
| Začetek: 20:15 | A. Miettinen 17:40 T. Pihlman (PP1) 21:58 A. Miettinen 34:42 N. Kapanen (PP1) 51:51 N. Kapanen (PP1) 59:42 | ( 1 – 1, 2 – 0, 2 – 0) | 10:03 J. Jakobsen | Gledalci: 3.929 Sodnika: Danny Kurmann Sodnika: Thomas Sterns |

| 29. april 2009 | Danska | 4 – 5 (OT) | Norveška | Schluefweg, Kloten |

| Poročilo tekme | Poročilo tekme                                                            | Poročilo tekme                | Poročilo tekme | Poročilo tekme                                                     |
| -------------- | ------------------------------------------------------------------------- | ----------------------------- | --- | ------------------------------------------------------------------ |
| Začetek: 16:15 | A. Sundberg 04:56 J. Damgaard 09:33 M. Green 21:02 D. Nielsen (PP1) 46:22 | ( 2 – 2, 1 – 1, 1 – 1, 0 - 1) | 05:40 P. Thoresen 13:50 (SH1) A. Bastiansen 36:18 (PP1) T. Vikingstad 44:51 (PP1) M. Zuccarello Aasen 61:11 T. Jakobsen | Gledalci: 4.496 Sodnika: Vjačeslav Bulanov Sodnika: Rafail Kadirov |

### Skupina za obstanek
| 1. maj 2009 | Nemčija | 1 – 3 | Danska | PostFinance Arena, Bern |

| Poročilo tekme | Poročilo tekme    | Poročilo tekme         | Poročilo tekme                                      | Poročilo tekme                                                  |
| -------------- | ----------------- | ---------------------- | --------------------------------------------------- | --------------------------------------------------------------- |
| Začetek: 16:15 | C. Schubert 13:23 | ( 1 – 1, 0 – 0, 0 – 2) | 10:27 M. Bødker 49:52 P. Regin 53:27 (PP1) N. Hardt | Gledalci: 4.241 Sodnika: Peter Orszag Sodnika: Vladimir Sindler |

| 3. maj 2009 | Madžarska | 1 – 5 | Danska | Schluefweg, Kloten |

| Poročilo tekme | Poročilo tekme     | Poročilo tekme         | Poročilo tekme                                                                                      | Poročilo tekme                                                 |
| -------------- | ------------------ | ---------------------- | --------------------------------------------------------------------------------------------------- | -------------------------------------------------------------- |
| Začetek: 12:15 | K. Palkovics 15:10 | ( 1 – 0, 0 – 2, 0 – 3) | 28:34 (PP2) K. Staal 38:35 M. Christensen 48:25 (PP1) M. Green 52:48 M. Madsen 55:19 (PP1) N. Hardt | Gledalci: 3.672 Sodnika: Rafail Kadirov Sodnika: Derek Zalaski |

| 4. maj 2009 | Danska | 5 – 2 | Avstrija | Schluefweg, Kloten |

| Poročilo tekme | Poročilo tekme                                                                                  | Poročilo tekme         | Poročilo tekme                            | Poročilo tekme                                                |
| -------------- | ----------------------------------------------------------------------------------------------- | ---------------------- | ----------------------------------------- | ------------------------------------------------------------- |
| Začetek: 12:15 | J. Jakobsen 15:14 M. Bødker (SH1) 27:51 M. Christensen 45:46 K. Degn 51:10 M. Bødker (EN) 59:23 | ( 1 – 2, 1 – 0, 3 – 0) | 00:48 R. Kaspitz 02:30 (SH1) O. Setzinger | Gledalci: 2.798 Sodnika: Sami Partanen Sodnika: Sören Persson |

## Seznam reprezentantov s statistiko

### Vratarji
| #  | Igralec           | OT | OMIN | PG | PGT  | KM | PPPG | PSHG |
| 1  | Patrick Galbraith | 6  | 301  | 14 | 2,79 | 0  | 6    | 2    |
| 30 | Frederik Andersen | 4  | 0    | 0  | 0    | 0  | 0    | 0    |
| 31 | Sebastian Dahm    | 2  | 60   | 5  | 5,00 | 0  | 3    | 0    |
| -- | ----------------- | -- | ---- | -- | ---- | -- | ---- | ---- |

### Drsalci
| #  | Igralec            | OT | DG | DA | TOČ | DGT  | DAT  | DPPG | DPPGT | DSHG | DSHGT | KM |
| 2  | Philip Hersby      | 5  | 0  | 0  | 0   | 0    | 0    | 0    | 0     | 0    | 0     | 6  |
| 3  | Philip Larsen      | 6  | 0  | 0  | 0   | 0    | 0    | 0    | 0     | 0    | 0     | 8  |
| 4  | Mads Bødker        | 6  | 0  | 0  | 0   | 0    | 0    | 0    | 0     | 0    | 0     | 2  |
| 5  | Daniel Nielsen     | 5  | 1  | 1  | 2   | 0,2  | 0,2  | 1    | 0,2   | 0    | 0     | 4  |
| 7  | Jesper Damgaard    | 6  | 1  | 3  | 4   | 0,17 | 0,5  | 0    | 0     | 0    | 0     | 10 |
| 9  | Kasper Degn        | 6  | 1  | 0  | 1   | 0,17 | 0    | 0    | 0     | 0    | 0     | 0  |
| 12 | Rasmus Olsen       | 3  | 0  | 0  | 0   | 0    | 0    | 0    | 0     | 0    | 0     | 0  |
| 13 | Morten Green       | 6  | 2  | 6  | 8   | 0,33 | 1    | 1    | 0,17  | 0    | 0     | 4  |
| 15 | Kim Lykkeskov      | 6  | 0  | 2  | 2   | 0    | 0,33 | 0    | 0     | 0    | 0     | 2  |
| 18 | Mads Christensen   | 6  | 0  | 0  | 0   | 0    | 0    | 0    | 0     | 0    | 0     | 2  |
| 19 | Kim Staal          | 6  | 1  | 0  | 1   | 0,17 | 0    | 1    | 0,17  | 0    | 0     | 2  |
| 21 | Thor Dresler       | 6  | 0  | 0  | 0   | 0    | 0    | 0    | 0     | 0    | 0     | 2  |
| 24 | Alexander Sundberg | 6  | 1  | 0  | 1   | 0,17 | 0    | 0    | 0     | 0    | 0     | 4  |
| 25 | Kasper Pedersen    | 6  | 0  | 0  | 0   | 0    | 0    | 0    | 0     | 0    | 0     | 2  |
| 27 | Mads Christensen   | 6  | 0  | 0  | 0   | 0    | 0    | 0    | 0     | 0    | 0     | 4  |
| 29 | Morten Madsen      | 6  | 1  | 2  | 3   | 0,17 | 0,33 | 0    | 0     | 0    | 0     | 2  |
| 33 | Julian Jakobsen    | 6  | 2  | 1  | 3   | 0,33 | 0,17 | 0    | 0     | 0    | 0     | 2  |
| 44 | Nichlas Hardt      | 6  | 2  | 0  | 2   | 0,33 | 0    | 2    | 0,33  | 0    | 0     | 4  |
| 61 | Jesper Jensen      | 3  | 0  | 0  | 0   | 0    | 0    | 0    | 0     | 0    | 0     | 0  |
| 89 | Mikkel Bødker      | 6  | 3  | 1  | 4   | 0,5  | 0,17 | 0    | 0     | 1    | 0,17  | 4  |
| 93 | Peter Regin        | 6  | 1  | 0  | 1   | 0,17 | 0    | 0    | 0     | 0    | 0     | 4  |
| -- | ------------------ | -- | -- | -- | --- | ---- | ---- | ---- | ----- | ---- | ----- | -- |